# Imrich Janec
Imrich Janec (* 14. listopadu 1935) byl slovenský a československý politik Komunistické strany Slovenska, poslanec Sněmovny lidu Federálního shromáždění za normalizace.

## Biografie
V letech 1968-1971 se uvádí jako účastník zasedání Ústředního výboru Komunistické strany Slovenska. Mimořádný sjezd KSS koncem srpna 1968 ho zvolil do ÚV KSS. K roku 1971 i 1976 se profesně uvádí jako předseda JZD.
Po volbách roku 1971 zasedl do Sněmovny lidu (volební obvod č. 182 - Bytča, Středoslovenský kraj). Mandát obhájil ve volbách v roce 1976 (obvod Bytča) a volbách v roce 1981 (obvod Bytča). Ve FS setrval až do konce funkčního období, tedy do voleb v roce 1986.